# Mohammed Rafi (futbolista)
Mohammed Rafi (Trikaripur, India, 24 de mayo de 1982) es un exfutbolista de la India que jugaba en la posición de delantero.

## Carrera

### Club
| Periodo   | Club                           | Apariciones | Goles |
| --------- | ------------------------------ | ----------- | ----- |
| 2004–2005 | SBI Kerala FC                  | 20          | 12    |
| 2006–2010 | Mahindra United                | 130         | 107   |
| 2010–2012 | Churchill Brothers             | 48          | 26    |
| 2013      | Mumbai Tigers                  | 10          | 3     |
| 2013–2015 | Mumbai FC                      | 40          | 22    |
| 2014      | → Atlético de Kolkata (cedido) | 10          | 0     |
| 2015–2016 | Kerala Blasters                | 22          | 6     |
| 2017–2019 | Chennaiyin FC                  | 32          | 2     |
| 2019–2020 | Kerala Blasters                | 7           | 0     |

### Selección nacional
Jugó para India en 27 ocasiones de 2009 a 2011 y anotó 11 goles; participó en la Copa Asiática 2011.

## Logros

### Club
- Indian Super League: 2014,[4] 2017-18

### Individual
- Futbolistas del Año de la I-League 2009-10.[5]